# Fashion Model Directory
Fashion Model Directory (FMD) – internetowa baza danych informacji o modelkach, agencjach modelek, markach odzieżowych, magazynach i projektantach mody.
FMD często nazywana jest IMDb branży mody, jako jedna z największych na świecie baz danych mody. FMD ukazała się w internecie w 2000 roku, a dwa lata później została przejęta przez brytyjską grupę mediów Fashion One Group.